# Alberik I van Utrecht
Alberik I, Albrik, Alfric`, Albericus, Albricius of Albricus (van Utrecht) was bisschop van Utrecht van ca. 776 tot 784. Hij werd heilig verklaard; zijn feestdag is 14 november.
Alberik was aanvankelijk waarschijnlijk verbonden aan het Karolingische hof. Uit een gedicht van Alcuinus kan in elk geval worden afgeleid dat hij goede contacten onderhield met het hof. Voor zijn bisschopswijding was hij benedictijn en werd hij abt van het Sint-Martinusklooster van Keulen. Na de dood van zijn oom, abt Gregorius van Utrecht, volgde hij deze op als hoofd van het kathedrale klooster in Utrecht en bestuurder van het bisdom. Hij vergezelde Karel de Grote in 776 naar Rome en vermoedelijk in 777 werd hij in Keulen tot bisschop gewijd. Met zijn benoeming begint het bisdom Utrecht als een vaste zetel met een gevestigde organisatie. Hij werd volgens de overlevering in de abdij van Susteren begraven, waar nog altijd relieken van hem bewaard worden.
Zijn gedenkdag is op 27 of 29 november.